# Peczera
Peczera (ukr. Печера) – wieś na Ukrainie, w obwodzie winnickim, w rejonie tulczyńskim, siedziba rady wiejskiej. W 2001 roku liczyła ok. 1,1 tys. mieszkańców. Przez wieś przepływa rzeka Boh. W miejscowości znajduje się dawny zespół parkowo-pałacowy oraz zniszczony młyn należący niegdyś do rodziny Potockich.
Miejscowość założono około 1580 roku. W 1627 roku należała do kasztelana krakowskiego Jerzego Zbaraskiego

## Pałac
W pierwszej połowie XIX wieku Jan Świejkowski wzniósł we wsi pałac w stylu empire (klasycystycznym) na miejscu małego dworu. Pałac posiadał portyk z czterema kolumnami jońskimi podtrzymującymi  trójkątny fronton. Od ogrodu miał jońską wnękę z balustradą, która otaczała taras. W 1904 roku Janina i Konstanty Potoccy zbudowali neoromańskie mauzoleum według projektu Władysława Horodeckiego, urodzonego w pobliskich Szołudkach. Obecnie służy ono jako kościół katolicki

## Galeria

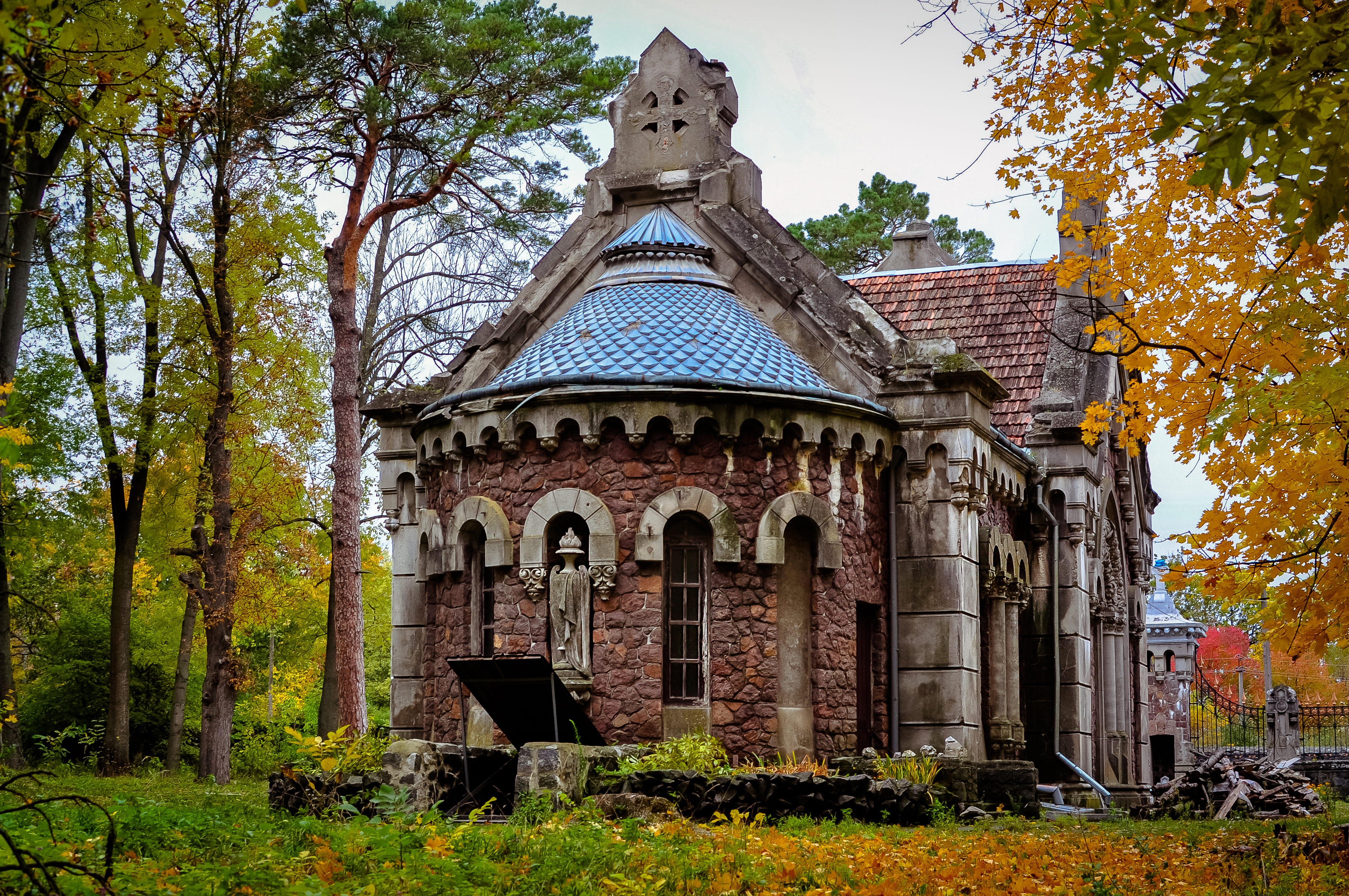
Kaplica rodziny potockich.
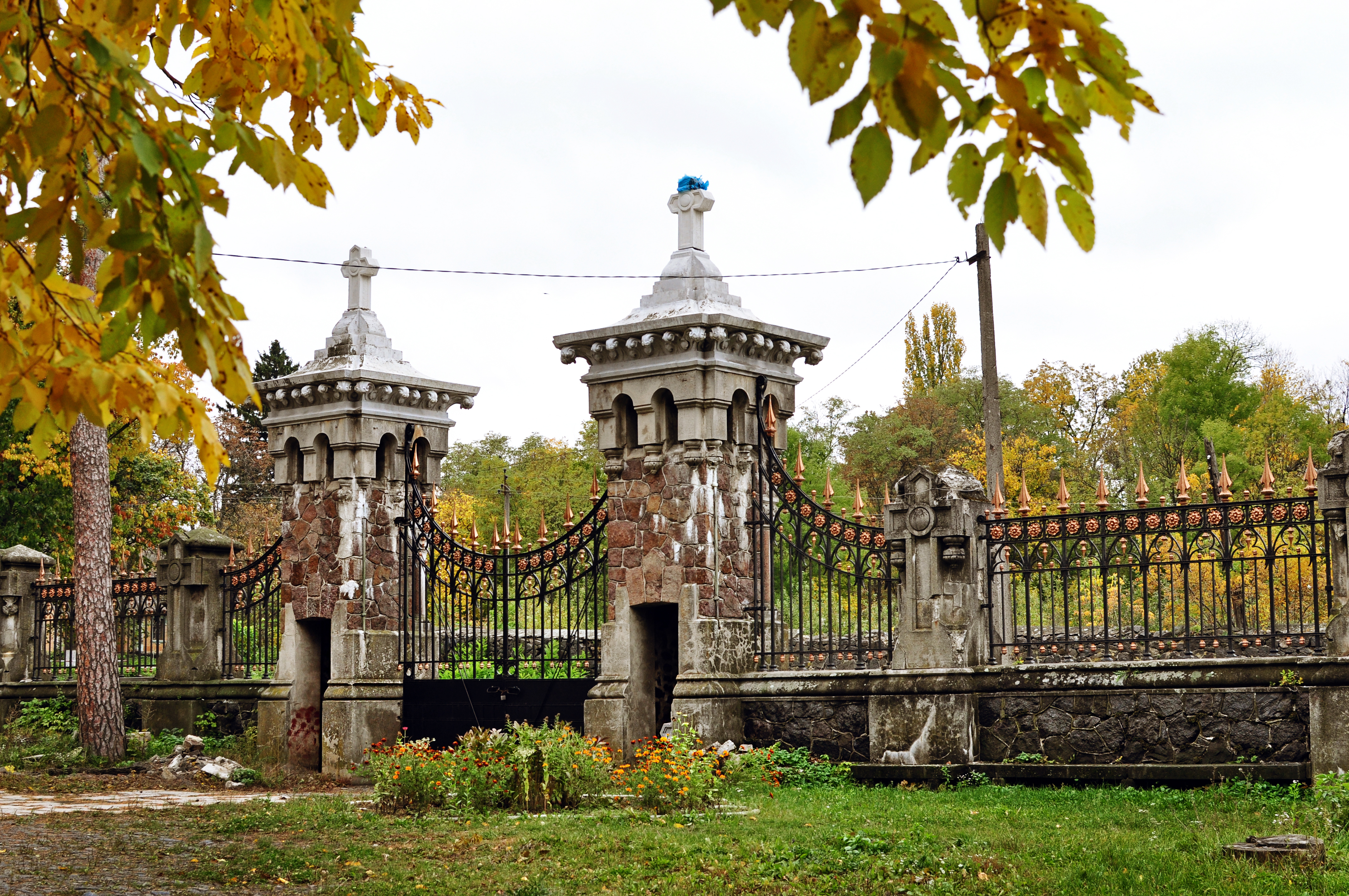
Kaplica grobowa rodziny Potockich z widokiem na bramę wejściową do parku.
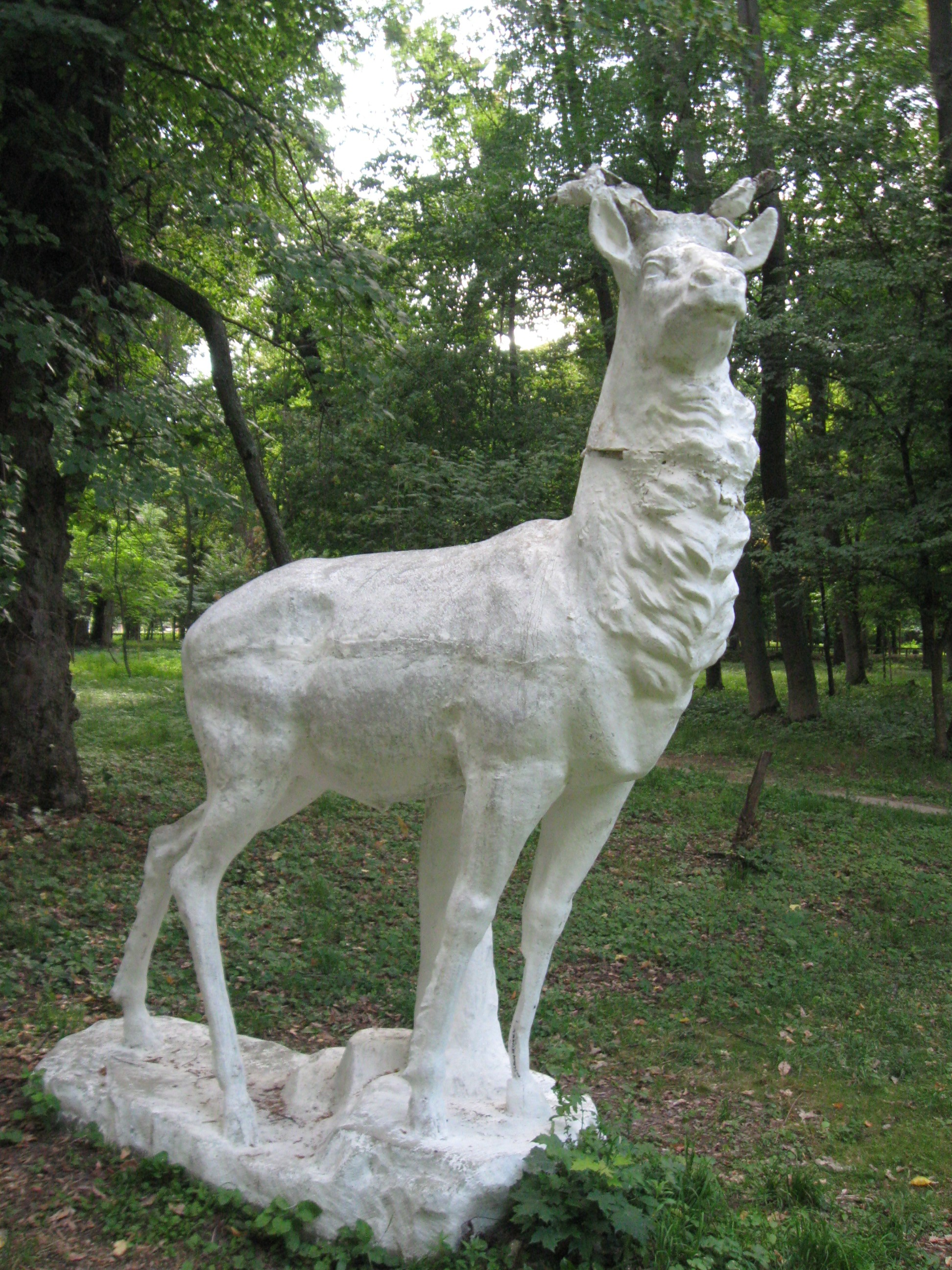
Rzeźba pozostała w parku wokół pałacu.
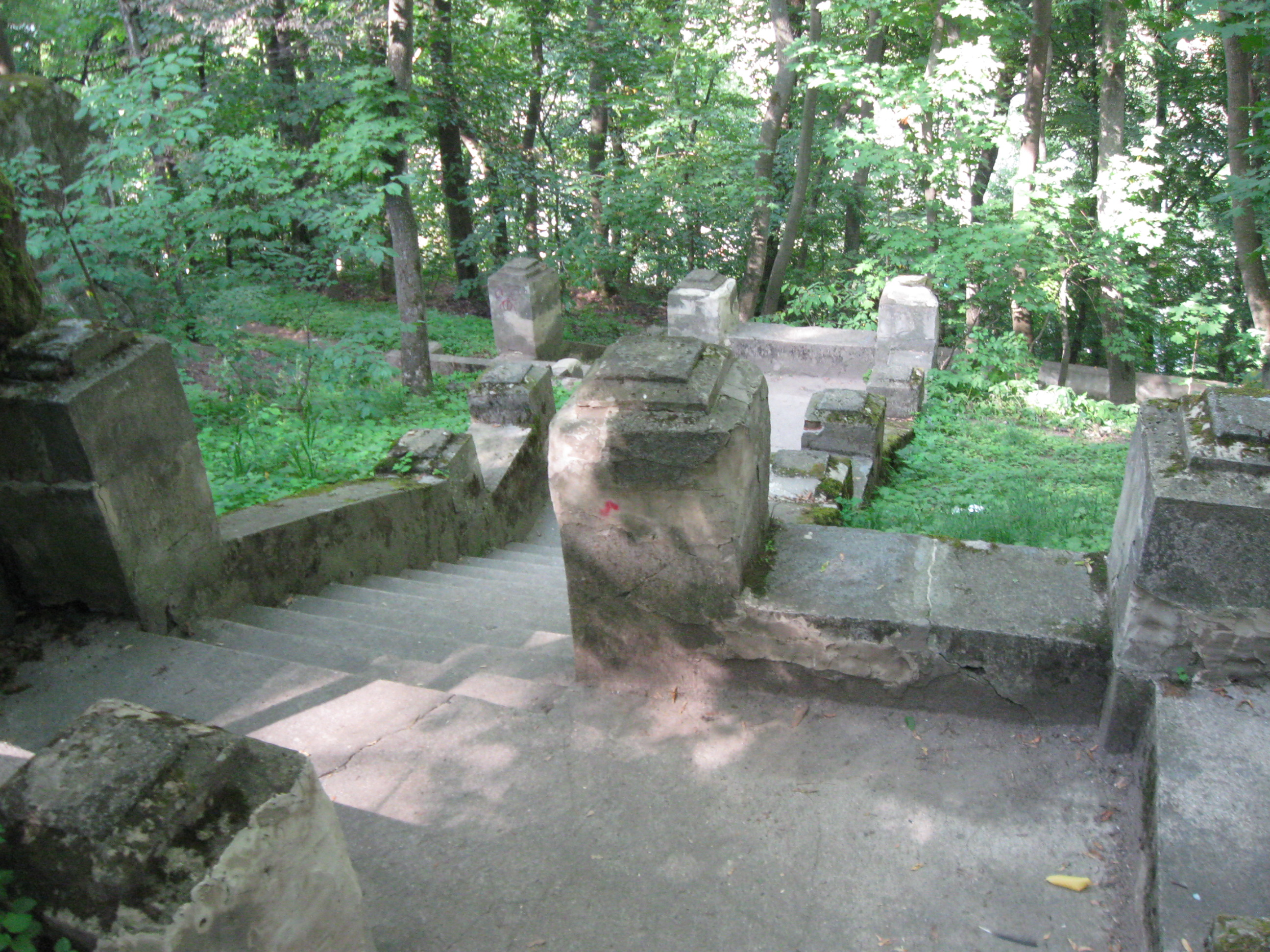
Schody do rzeki Boh prowadzące przez park ze strony pałacu.
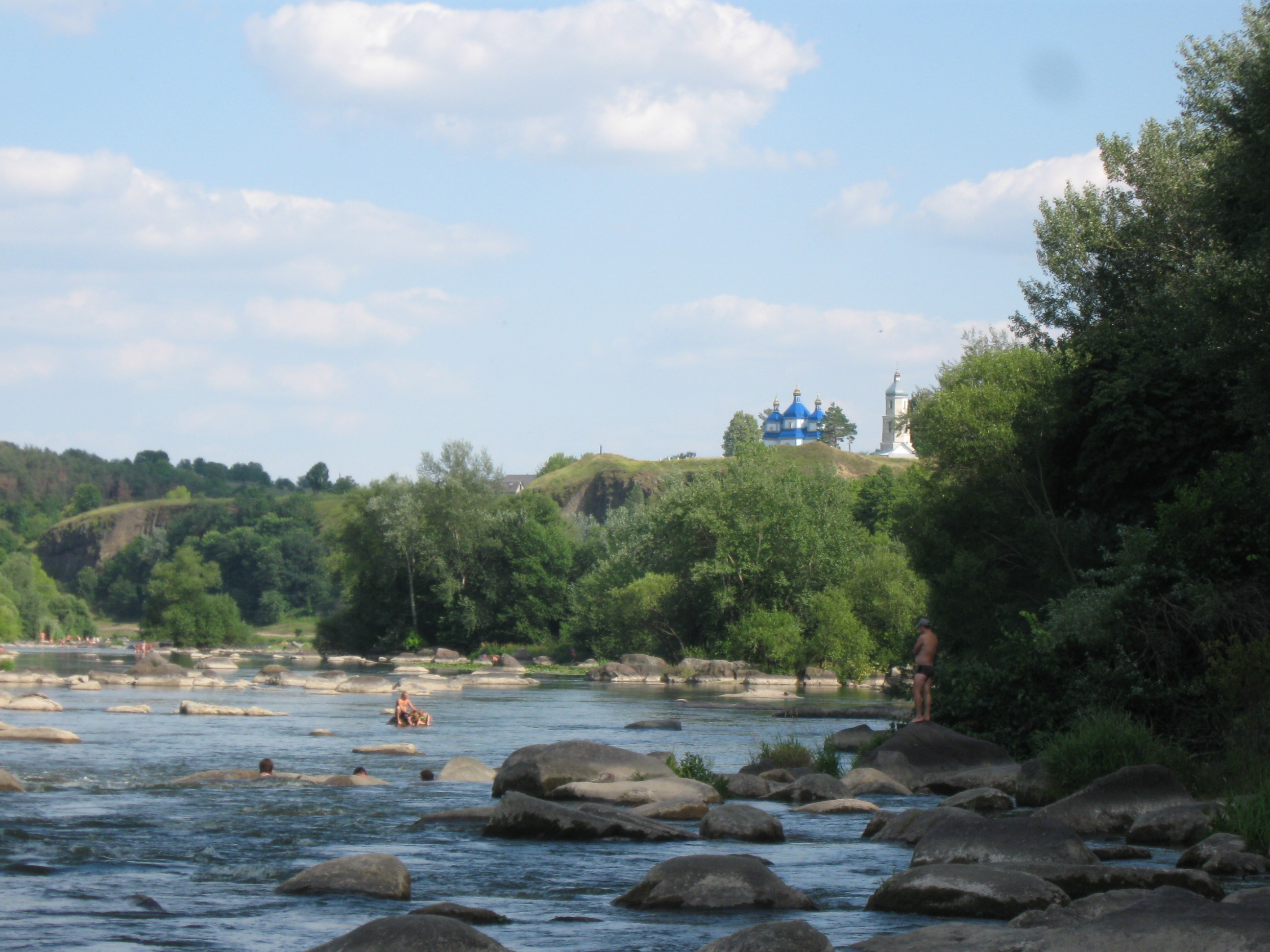
Widok na Cerkiew Narodzenia Bogurodzicy w kierunku zgodnym z kierunkiem płynięcia wody w rzece.
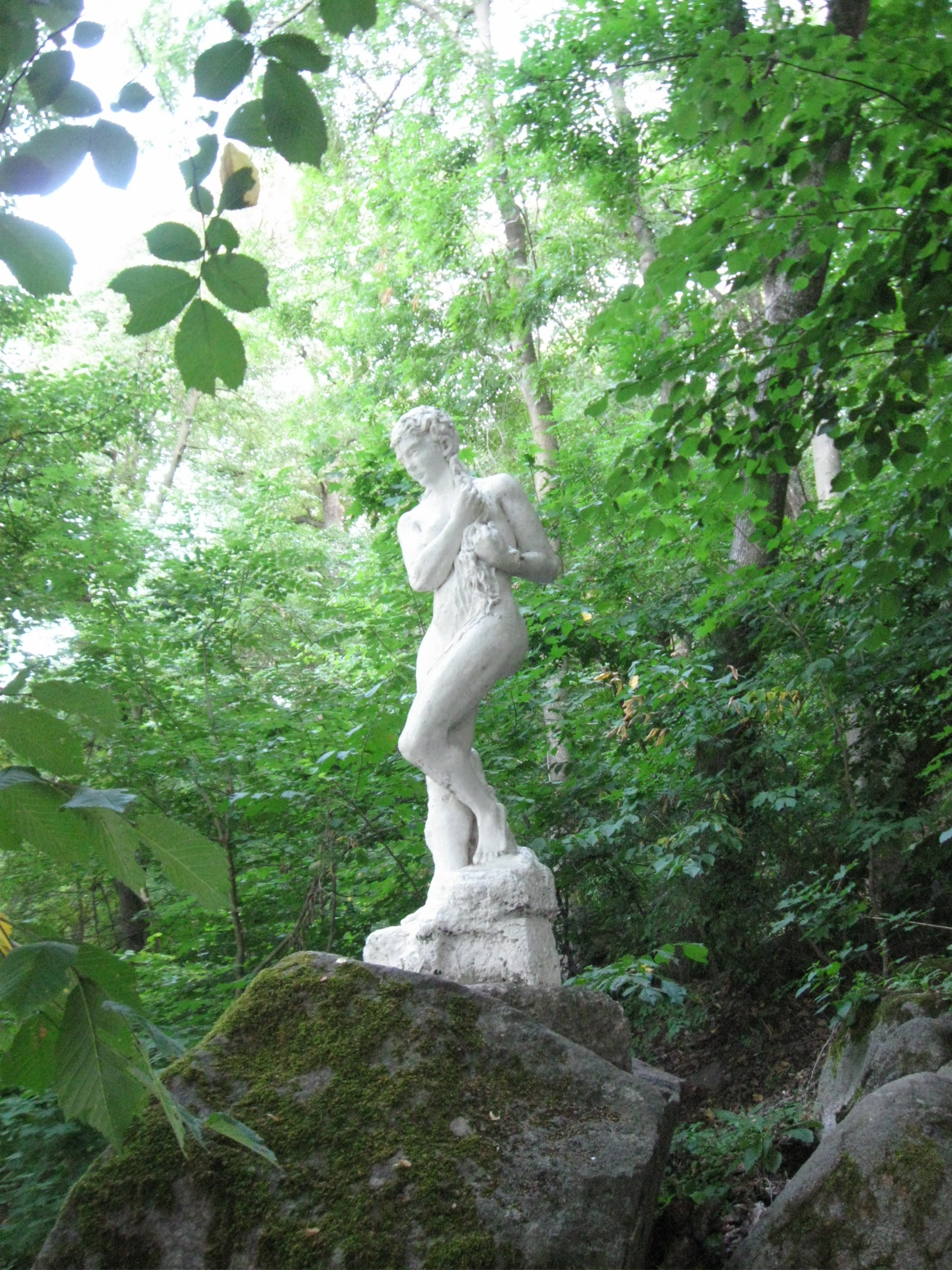
Rzeźba na brzegu rzeki Boh.
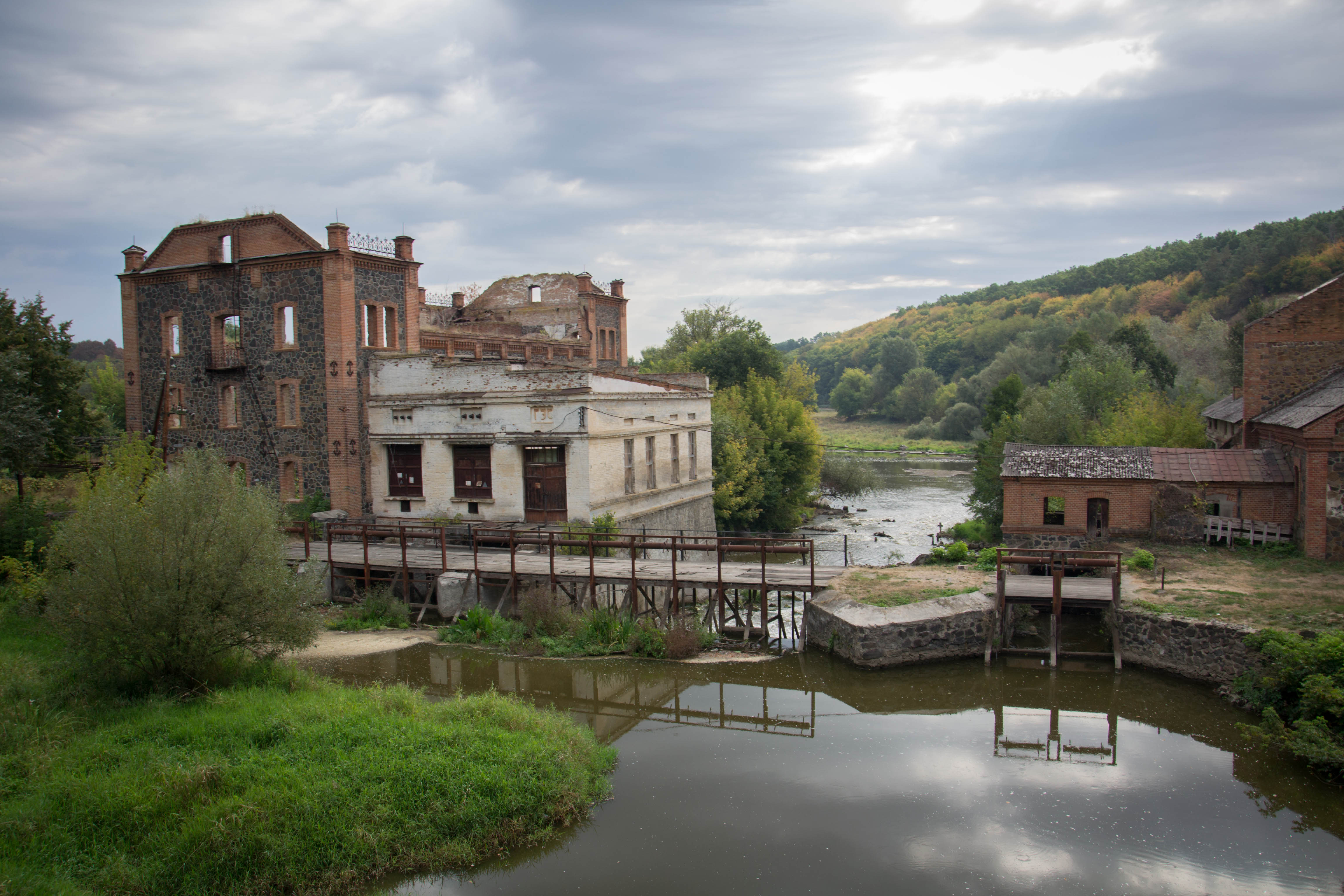
Ruiny spalonego młyna rodziny Potockich.